# Oreohelix vortex
Oreohelix vortex es una especie de molusco gasterópodo de la familia Oreohelicidae en el orden de los Stylommatophora.

## Distribución geográfica
Es  endémica de Estados Unidos.